# Center (Texas)
Center je město v okrese Shelby County ve státě Texas ve Spojených státech amerických. V roce 2000 zde žilo 5678 obyvatel. S celkovou rozlohou 16,2 km² byla hustota zalidnění 351,8 obyvatel na km².